# St. Peter und Paul (Ried)

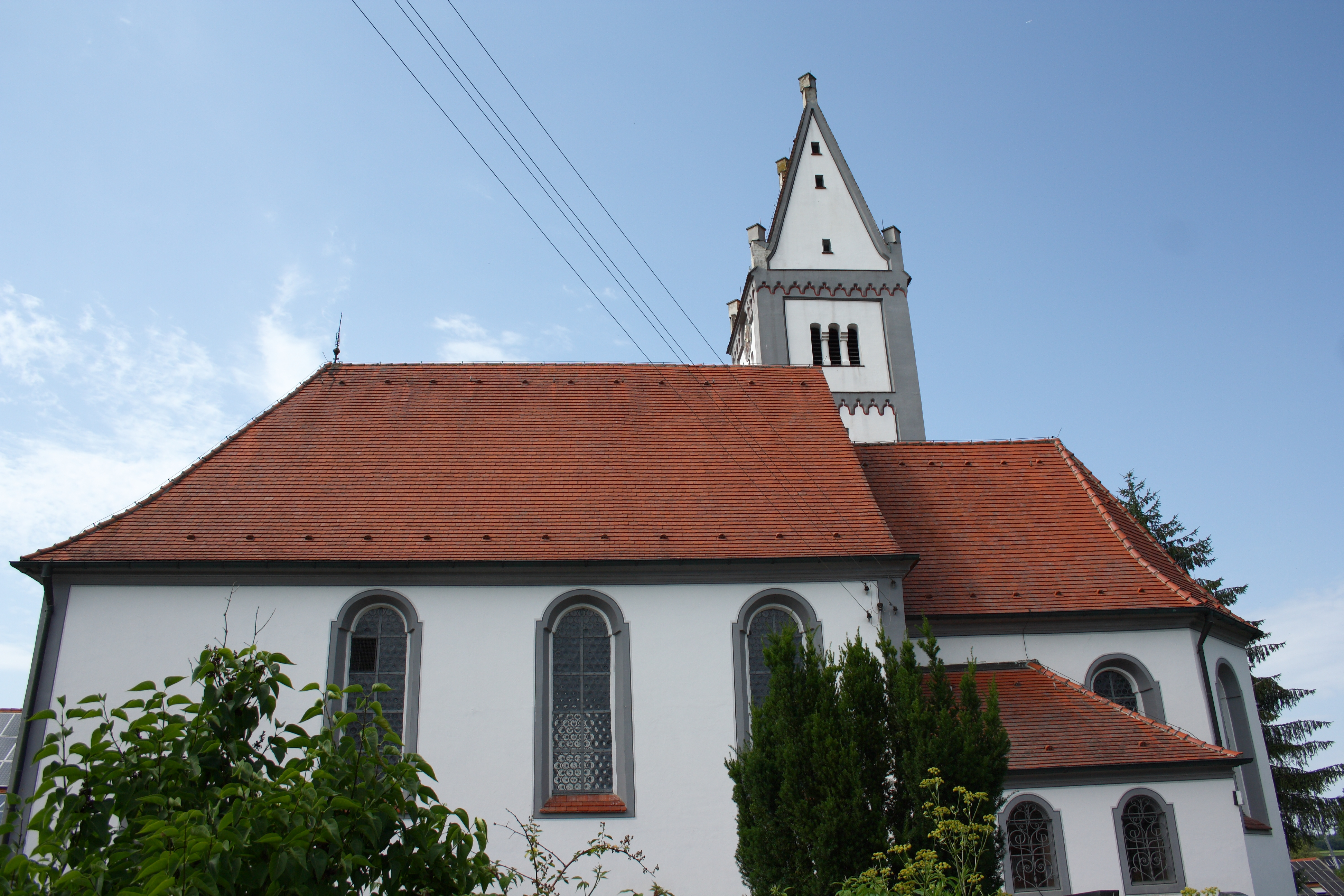
Pfarrkirche St. Peter und Paul in Ried

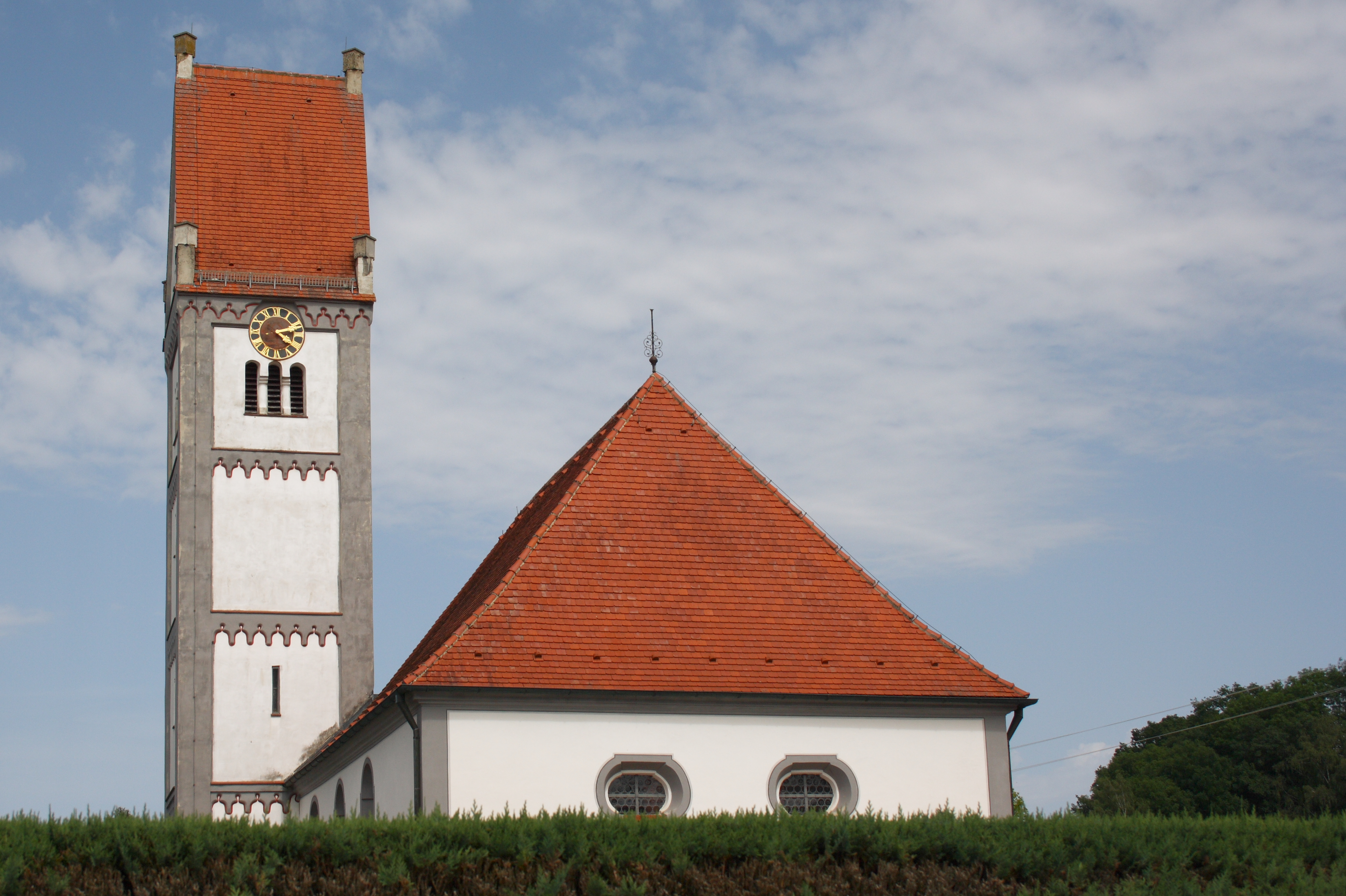
Ansicht von Westen

Die katholische Pfarrkirche St. Peter und Paul in Ried, einem Ortsteil der Gemeinde Jettingen-Scheppach im Landkreis Günzburg im bayerischen Regierungsbezirk Schwaben, wurde im 15. Jahrhundert im Stil der Spätgotik errichtet. Aus dieser Zeit sind der Chor und der Turm erhalten, das Langhaus wurde in der Mitte des 18. Jahrhunderts erneuert. Die Kirche ist den Aposteln Petrus und Paulus geweiht.

## Architektur

### Außenbau
Im nördlichen Chorwinkel erhebt sich der mit einem Satteldach gedeckte Turm, dessen Stockwerke durch Gesimse mit Dreipassfriesen gegliedert sind. Fialenartige Eckaufsätze bekrönen den Turm. Das oberste Geschoss ist von dreifachen, rundbogigen Klangarkaden durchbrochen, die auf abgetreppten Mittelsäulen aufliegen.

### Innenraum

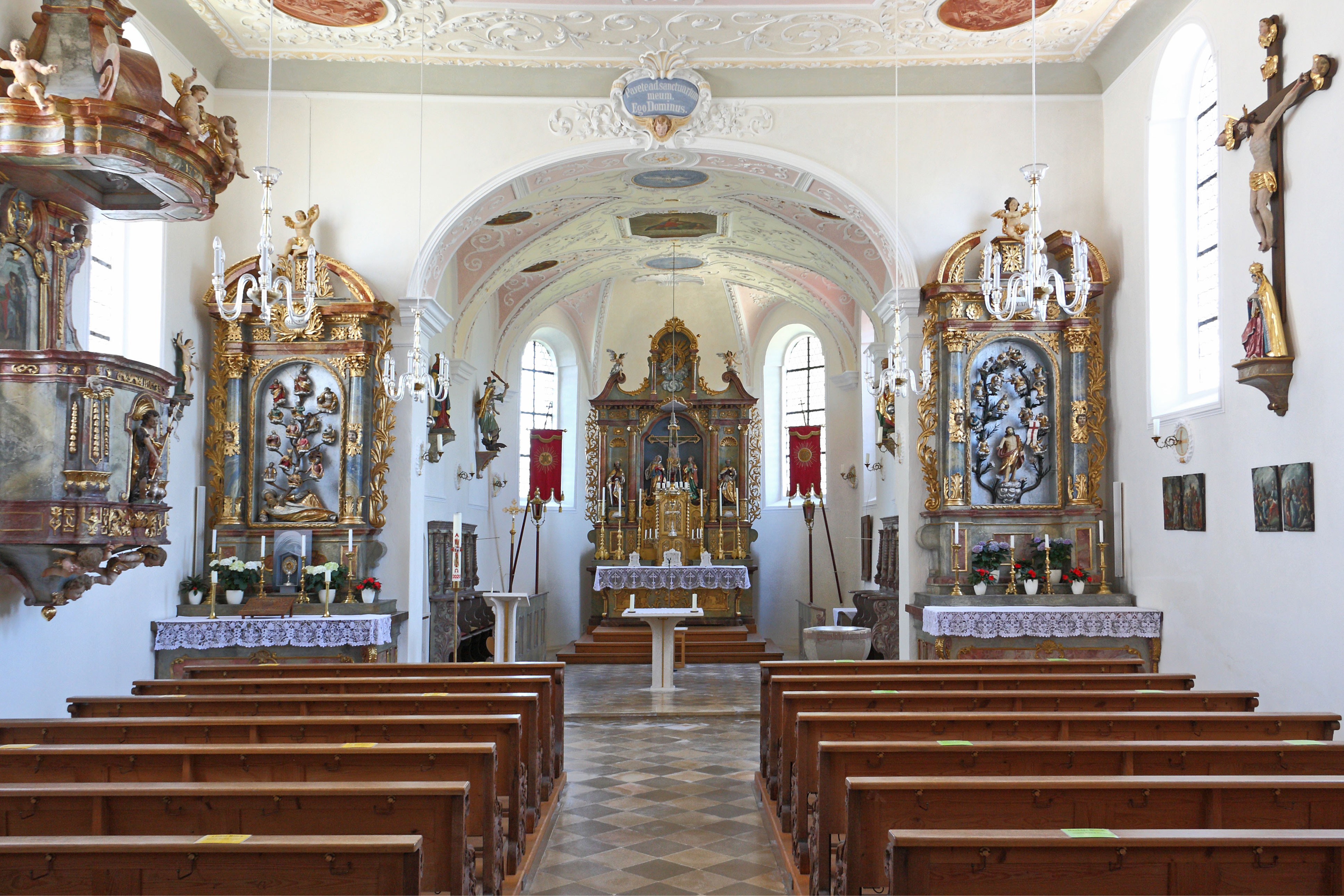
Innenraum

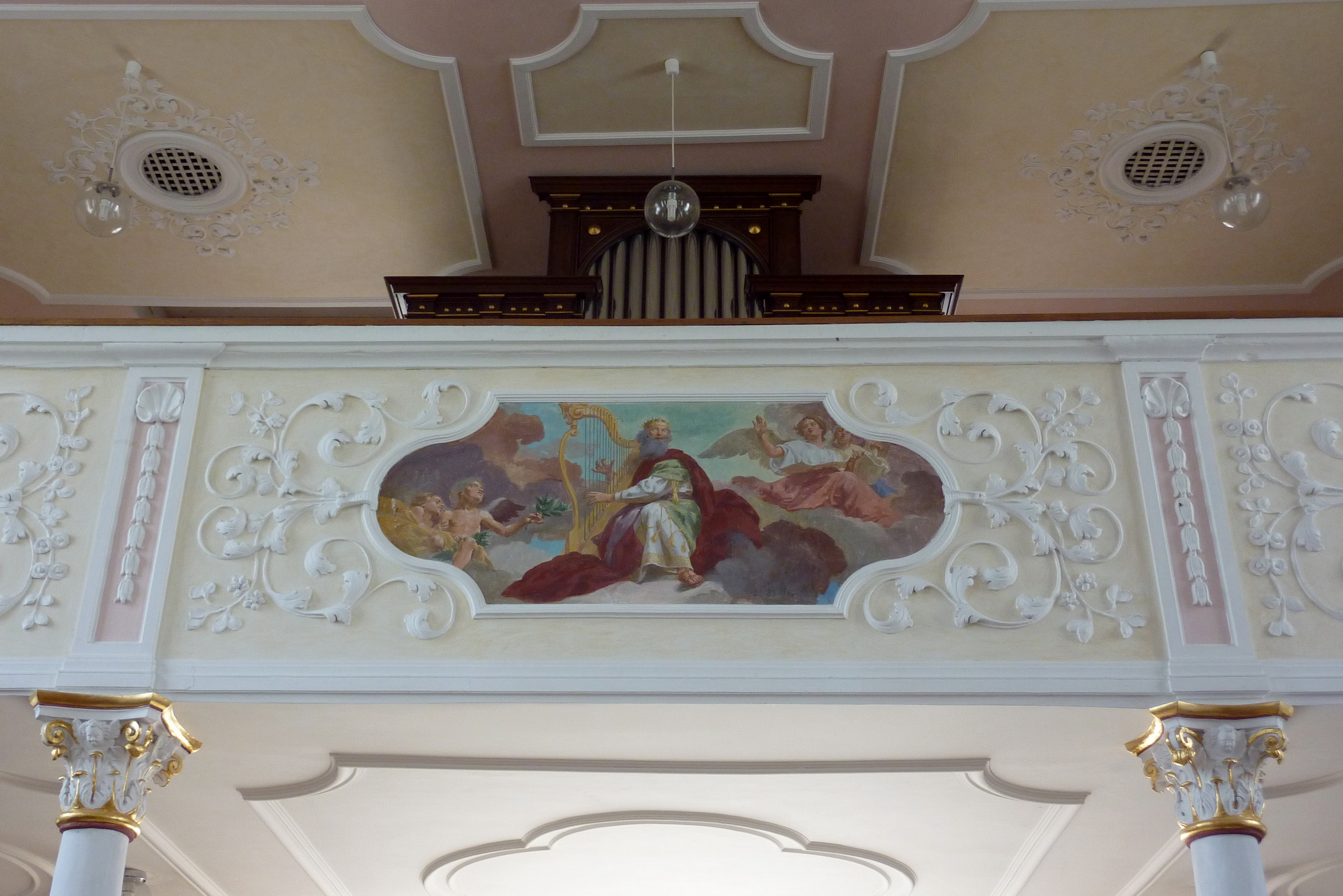
Orgelempore

Die Kirche ist ein flachgedeckter Saalbau. Ein runder Chorbogen öffnet sich zum eingezogenen, dreiseitig geschlossenen Chor, der von einer Stichkappentonne überwölbt ist.
Die Wände von Chor und Langhaus sind von großen Rundbogenfenstern durchbrochen, in der Westfassade öffnen sich zwei querovale Fenster. Den westlichen Abschluss des Langhauses bildet eine Empore, die auf zwei Holzsäulen mit skulptierten Kapitellen aufliegt und deren Brüstung mit Stuck und Malereien verziert ist. Das mittlere Emporenbild stellt König David dar, der auf der Harfe spielt.

## Stuck und Deckenmalerei
Stuck und Deckenmalereien im Chor stammen aus der Zeit um 1710/20 und sind teilweise stark erneuert. Das zentrale Deckenbild des Chores stellt Jesus und den Apostel Johannes dar. Die seitlichen Szenen sind den vier großen abendländischen Kirchenlehrern Ambrosius von Mailand, Augustinus von Hippo, Hieronymus und Papst Gregor dem Großen gewidmet. Auf zwei weiteren Medaillons ist die Taube, das Symbol des Heiligen Geistes, und das Auge Gottes dargestellt. Die Langhausfresken wurden 1908 von dem in Jettingen ansässigen Kirchenmaler Leonhard Thoma (1864–1921) ausgeführt. Thema des zentralen Deckenbildes ist die Heilige Familie. Joseph wird als Zimmermann dargestellt, Maria mit einer Spindel und der Jesusknabe füttert Tauben.

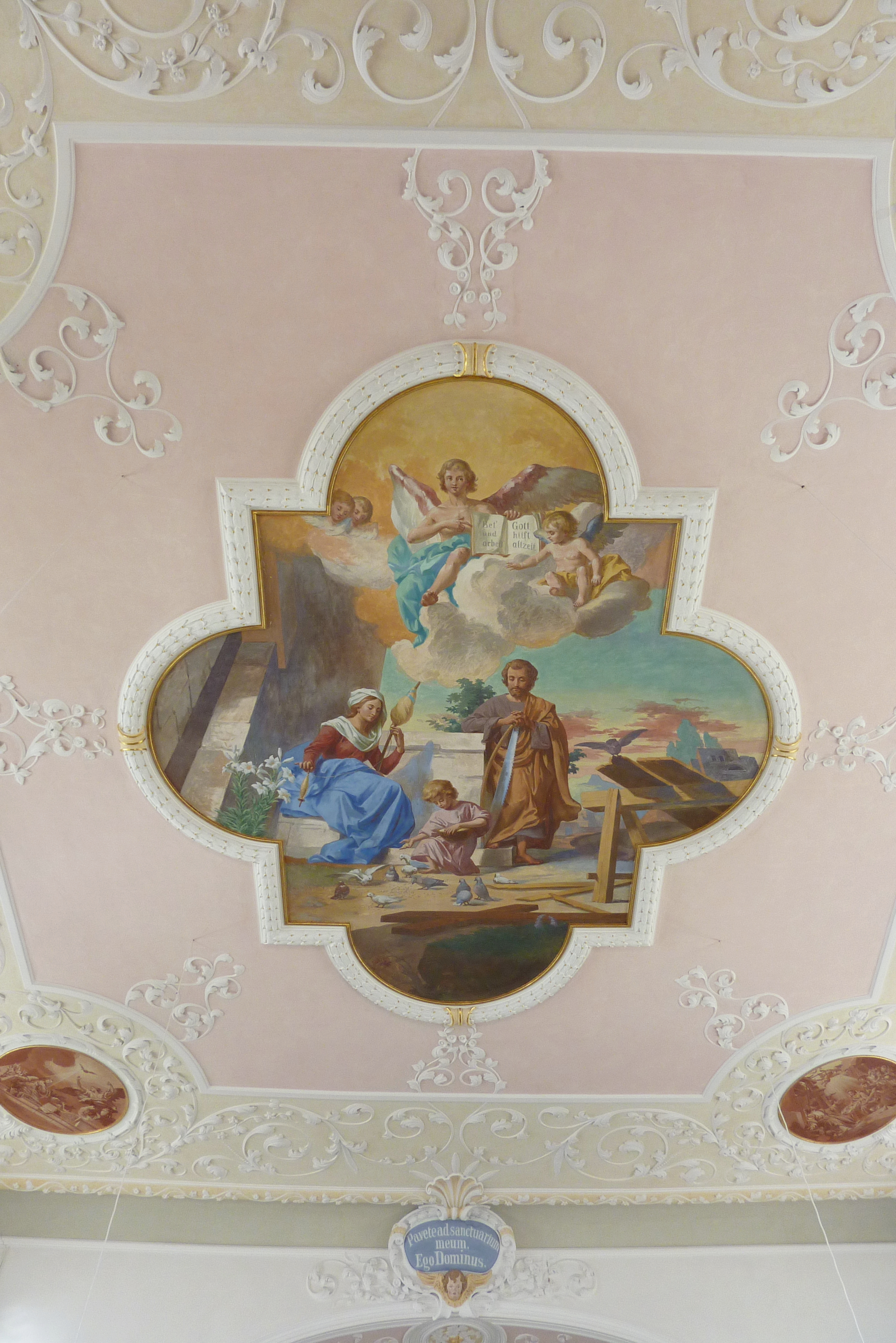
Langhausfresko von Leonhard Thoma
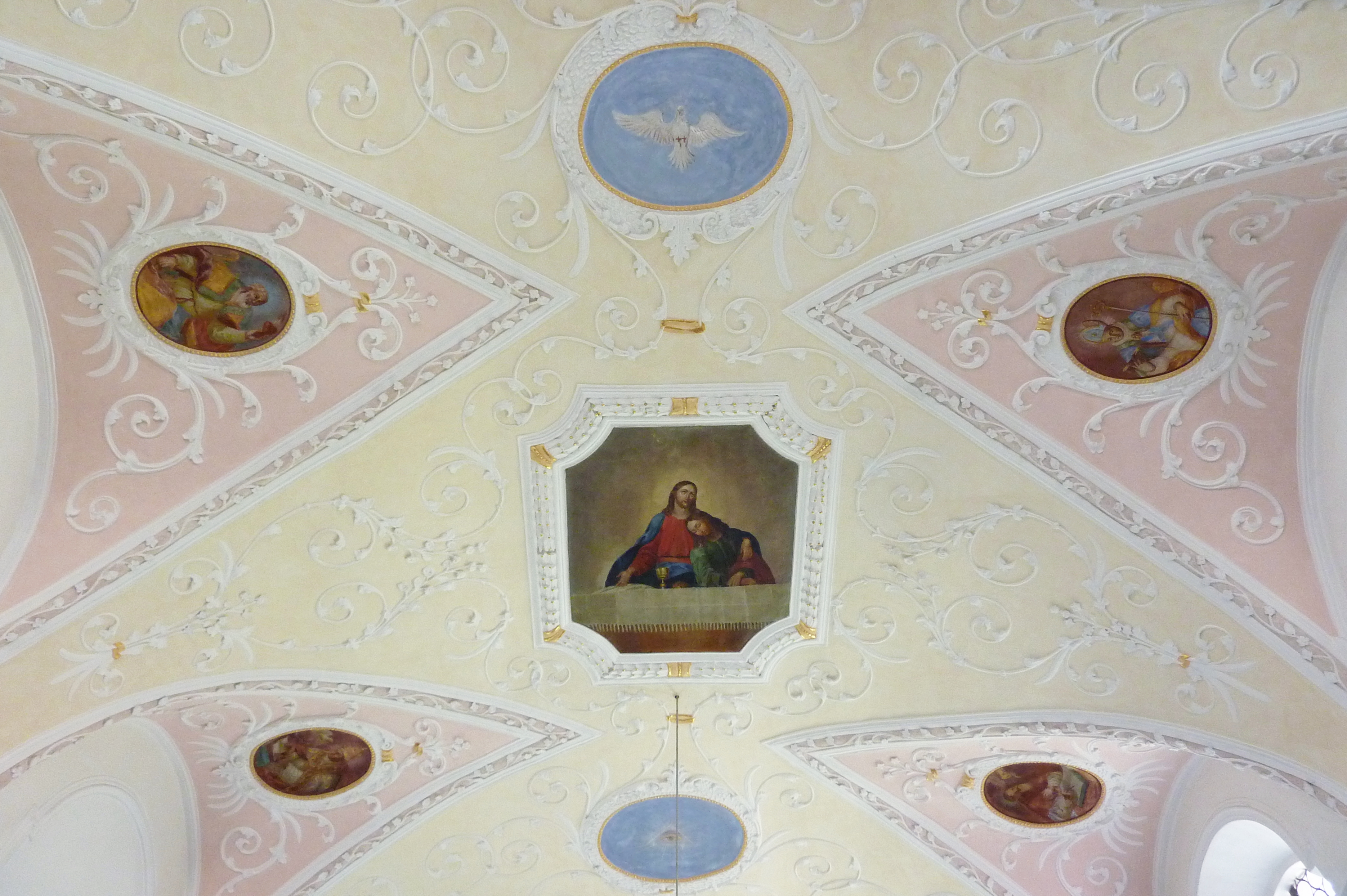
Stuck und Deckenmalerei im Chor
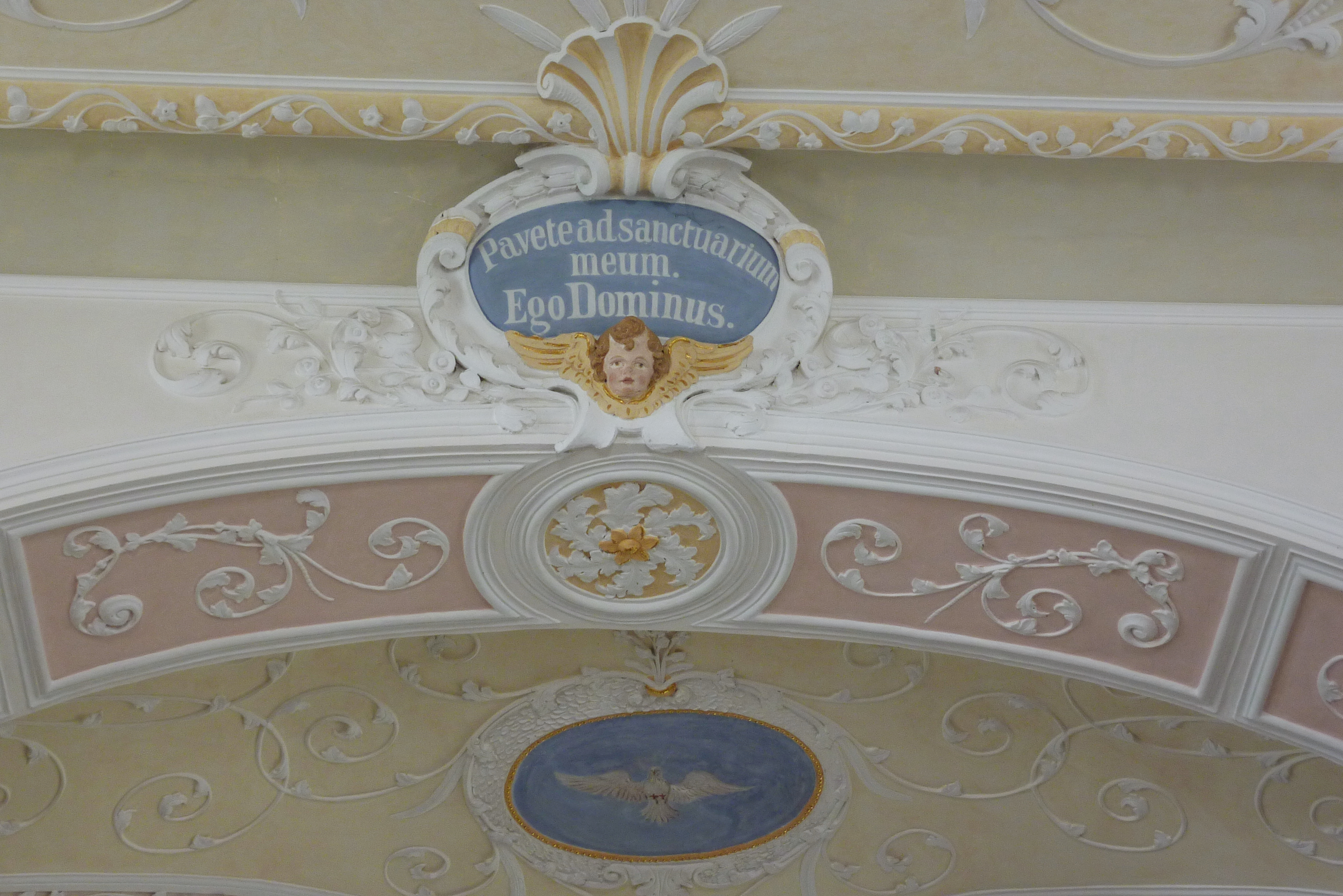
Stuckdekor am Chorbogen
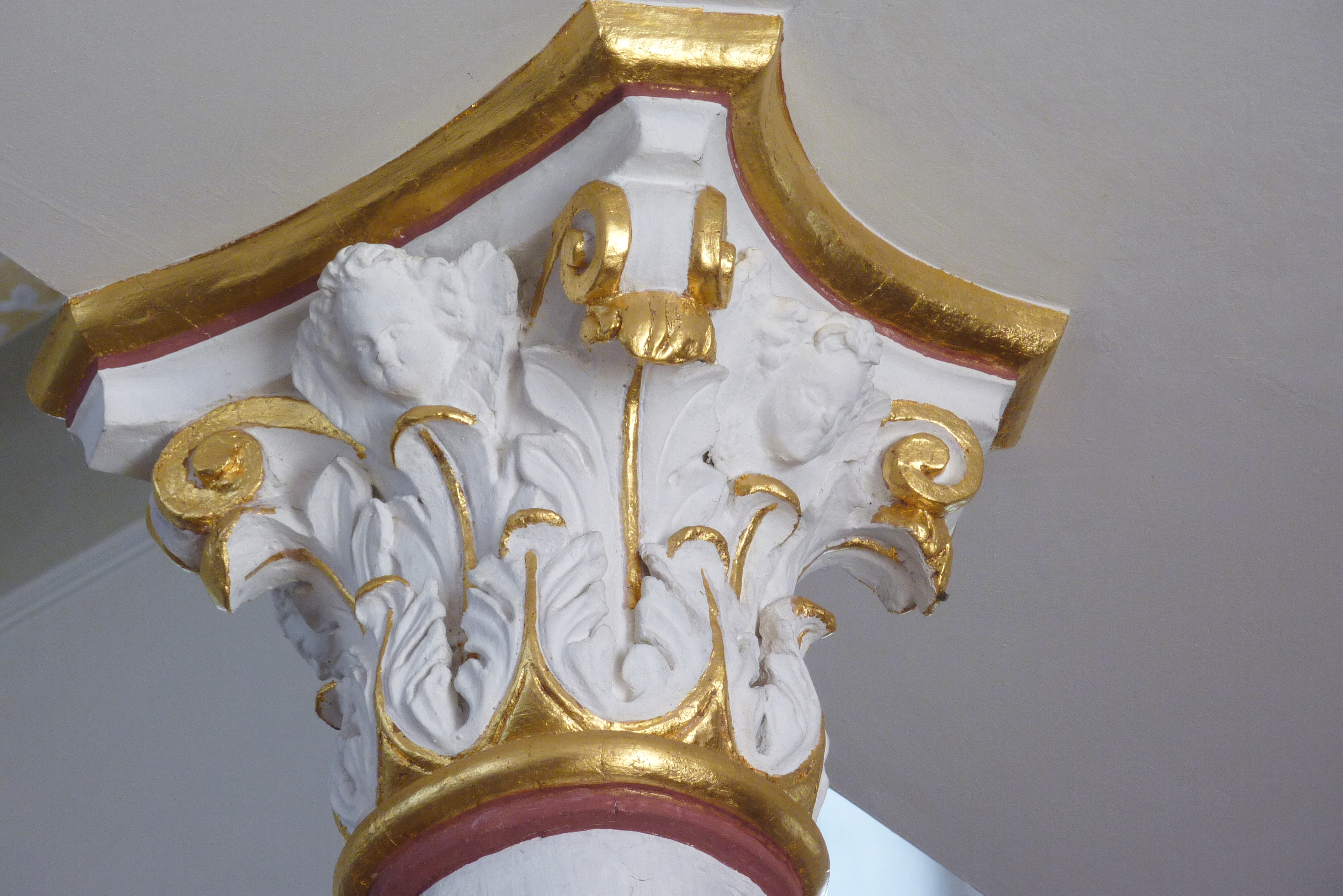
Kapitell

## Ausstattung

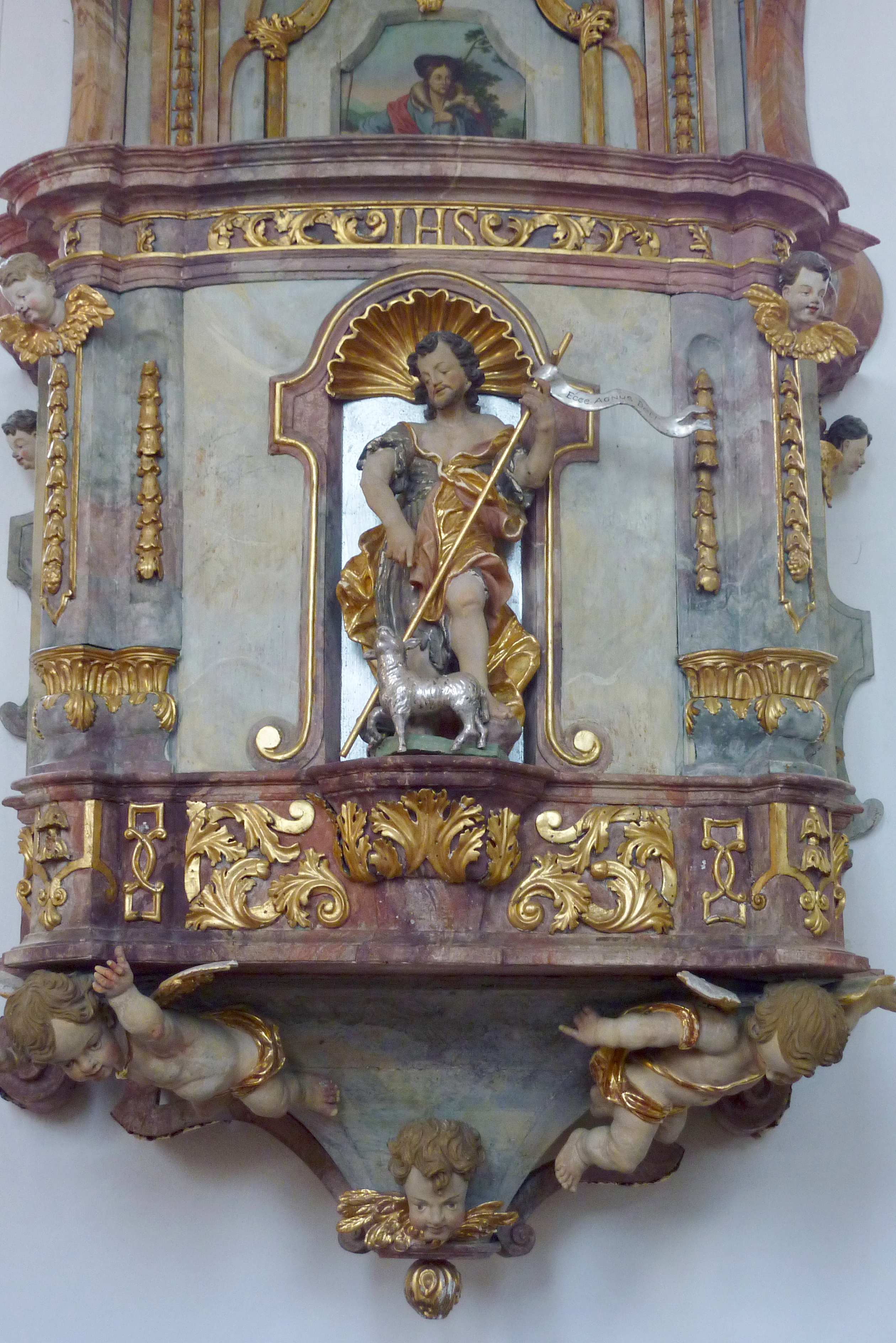
Skulptur Johannes des Täufers am Kanzelkorb

- Der Hochaltar ist ein Werk des späten 19. Jahrhunderts. In der Mitte befindet sich eine Kreuzigungsgruppe, die seitlichen Figuren stellen die Kirchenpatrone Petrus (rechts) und Paulus (links) dar.
- Die beiden Seitenaltäre sind mit 1713/14 bezeichnet. Der linke Altar besitzt eine Schnitzarbeit mit der Darstellung der Wurzel Jesse. Auf dem rechten Altar steht ein Auferstehungschristus. Er wird umrahmt von den Halbfiguren der Vierzehn Nothelfer, die auf den Blüten eines Strauches sitzen und mit ihren Attributen ausgestattet sind.
- Die Kanzel stammt von 1727. Den Schalldeckel zieren Engelsputten, der Kanzelkorb ist mit Puttenköpfen besetzt. Die Figur des Johannes des Täufers am Kanzelkorb wird dem Umkreis von Stephan Luidl zugerechnet.

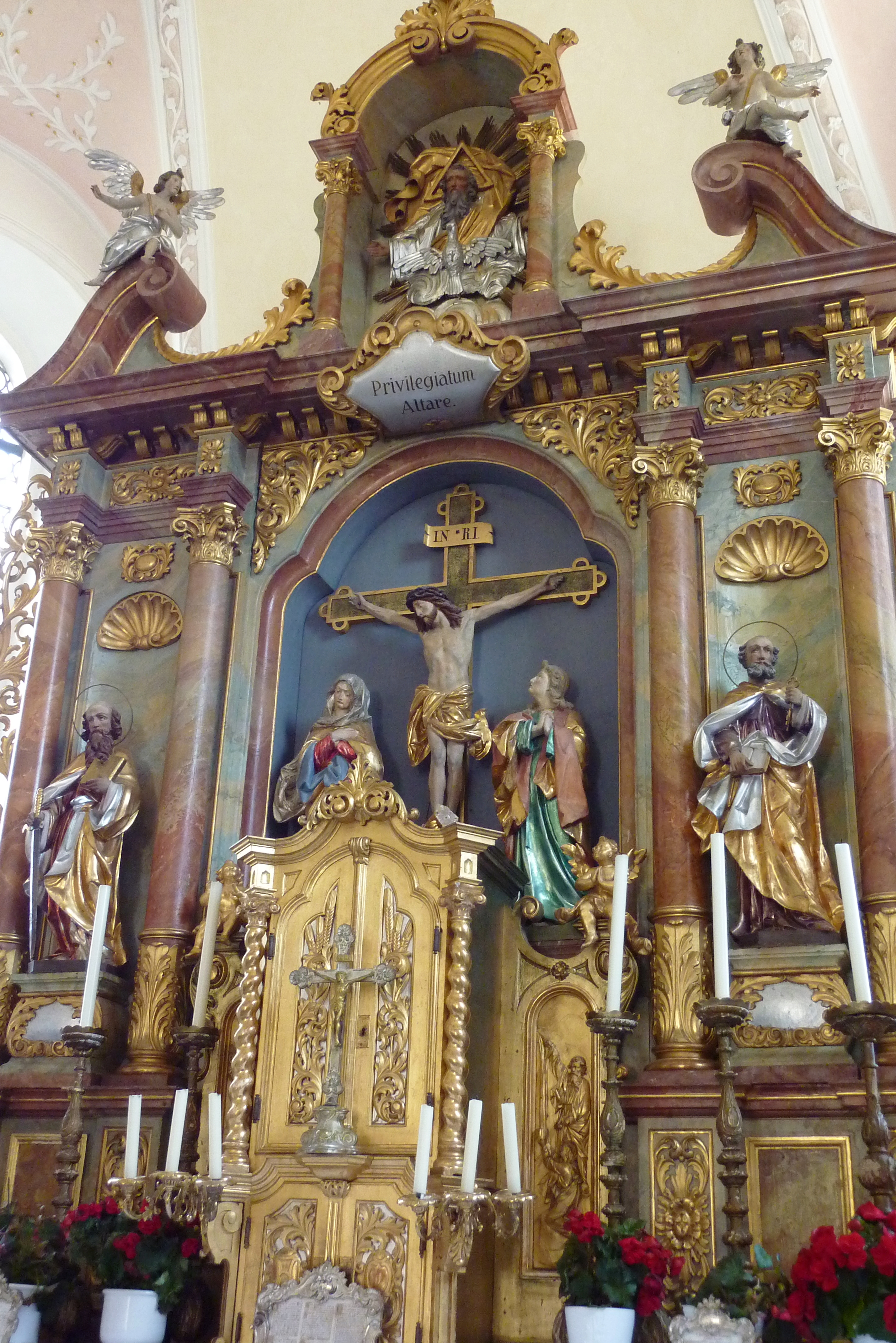
Hochaltar
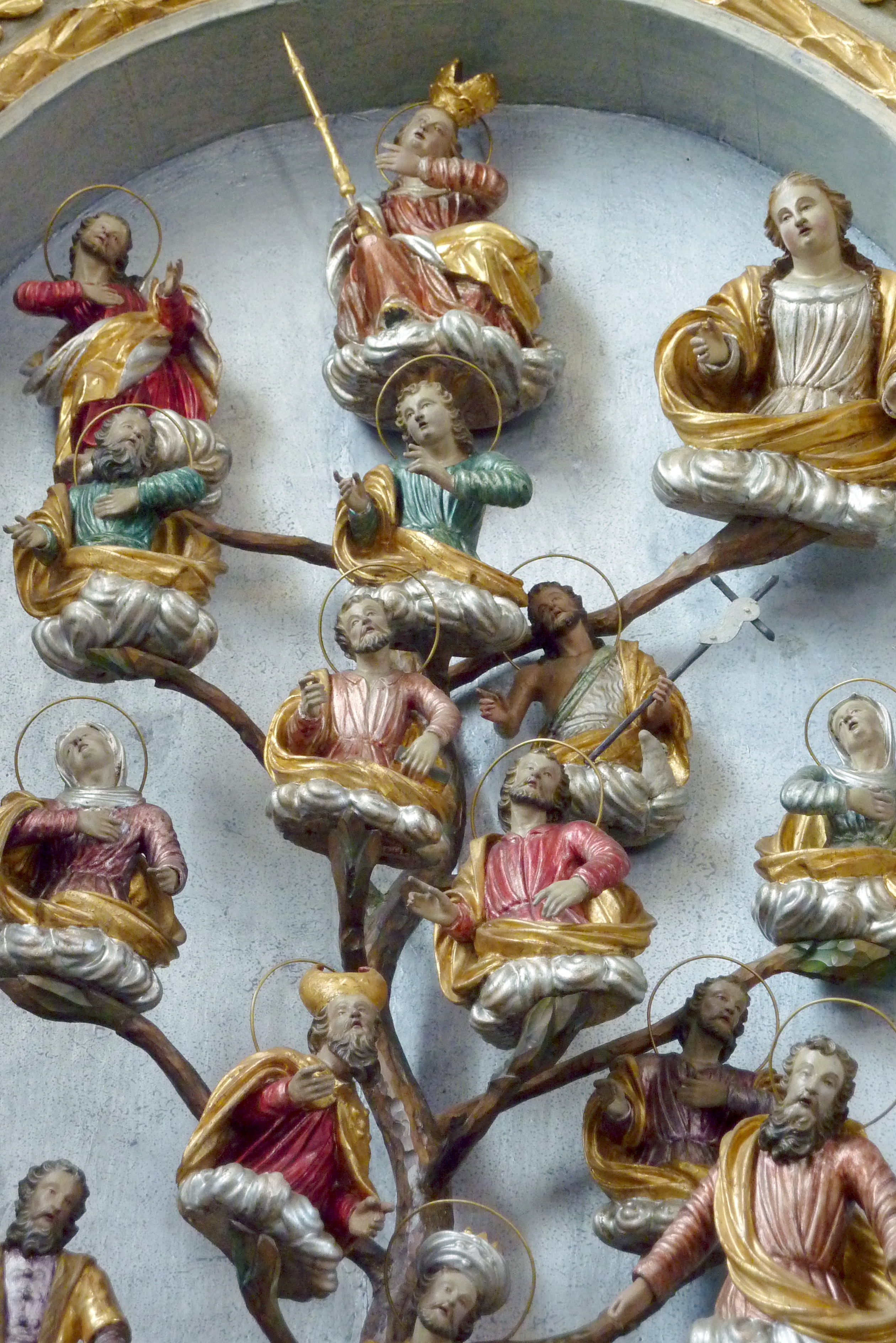
Seitenaltar mit der Darstellung der Wurzel Jesse
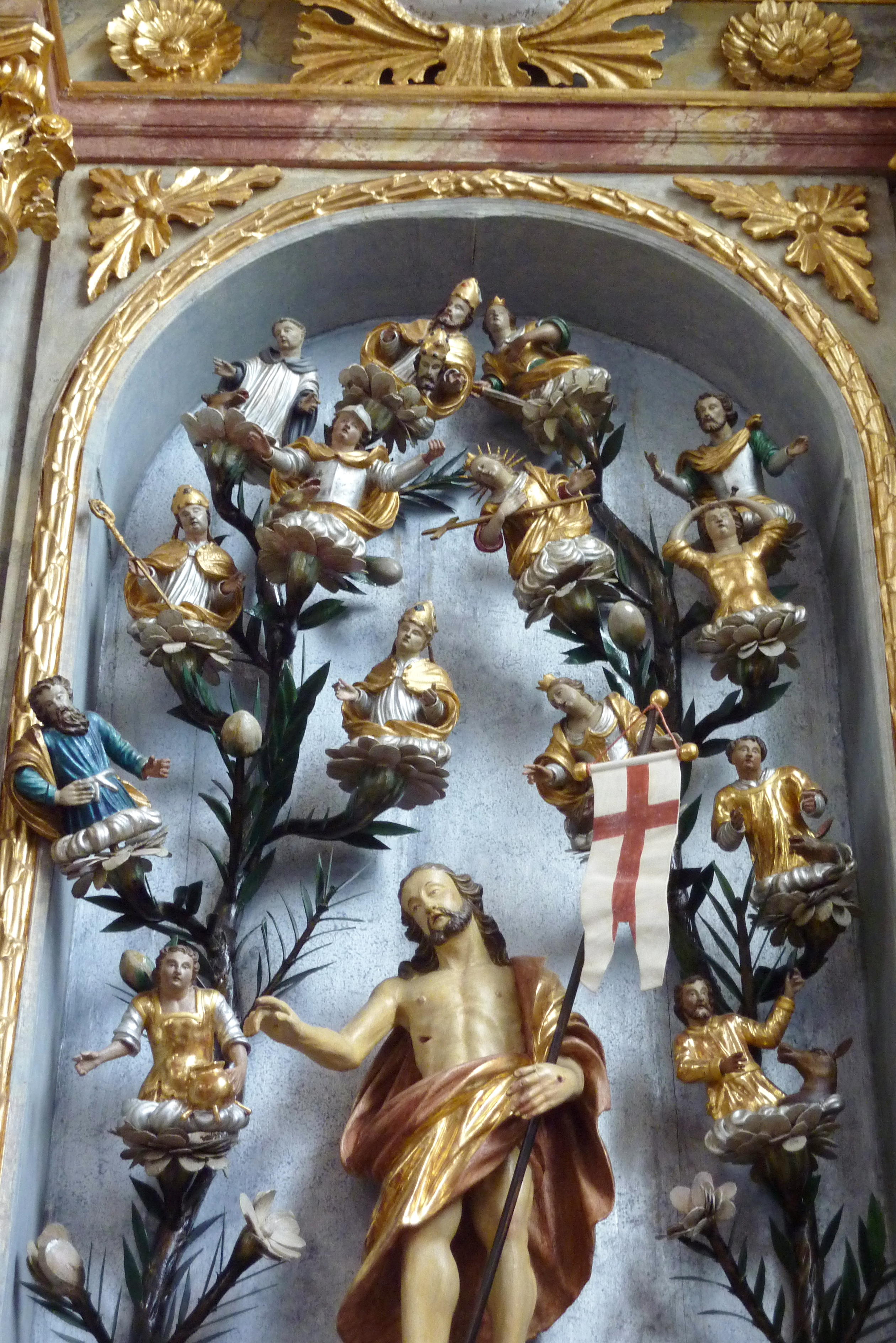
Seitenaltar mit der Darstellung der Vierzehn Nothelfer
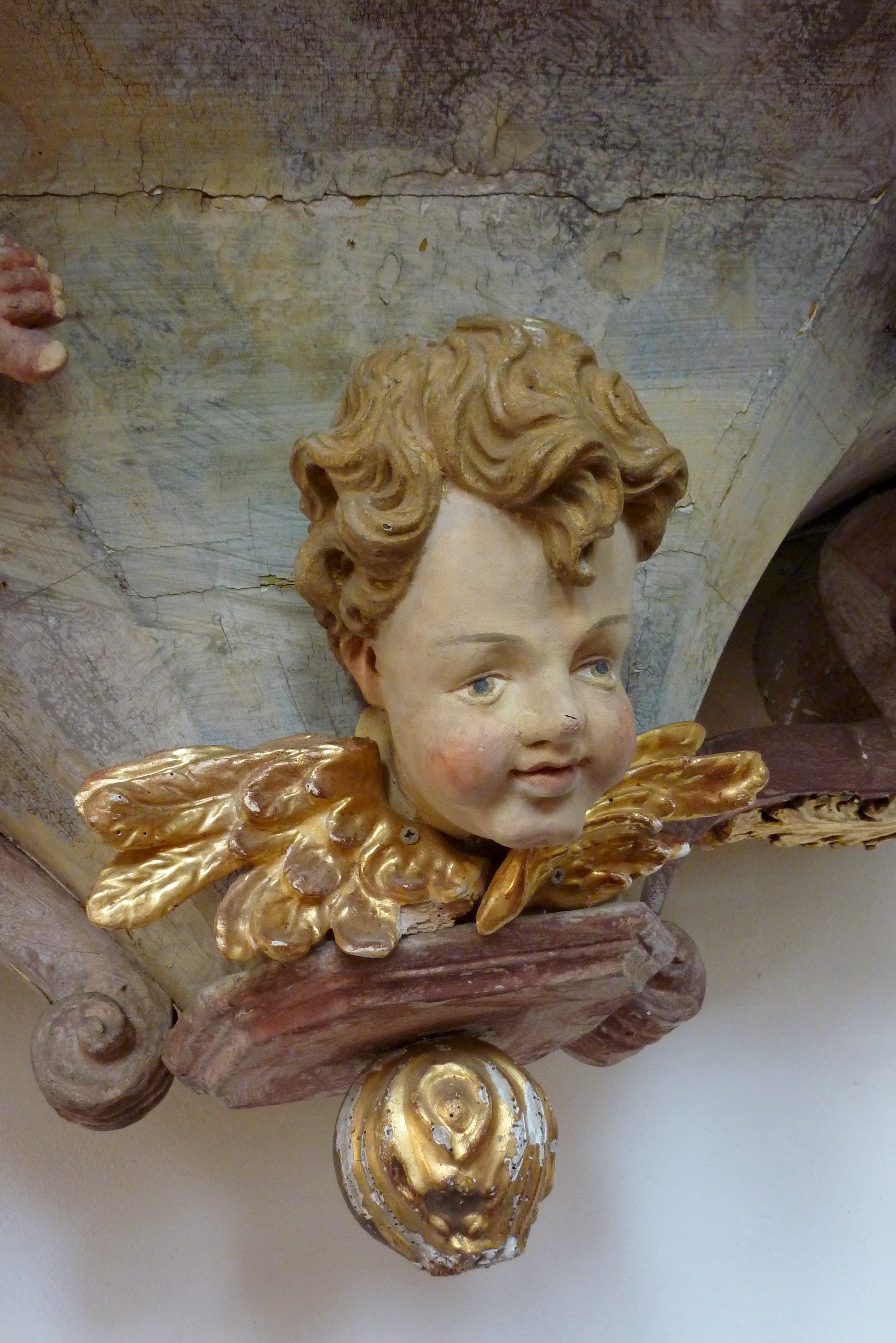
Engelskopf unter dem Kanzelkorb